# زحلة
زحلة هي إحدى المدن اللبنانية من مدن قضاء زحلة في محافظة البقاع. وهي مركز القضاء. تسمى بعروس البقاع. تم تأسيسها عام 1711 واستطاعت أن تنشئ أول جمهورية في الشرق بين عامي 1825 و 1858. تعتبر همزة وصل تجارة بين بيروت، دمشق، بغداد والموصل، خصوصاً بعد إقامة الخط الحديدي عام 1885. تشتهر بواديها الذي يجري فيه نهر البردوني وبمطاعمها المتناثرة على ضفافه.
زحلة هي المدينة الأحدث عهداً بين معظم مدن لبنان. ولُقِبت بـ«عاصمة الكثلكة في الشرق» وبـ«مدينة الكنائس»؛ فهي تحتوي حوالي 50 كنيسة، وتعتبر أكبر مدينة مسيحية في الشرق وتتنافس في هذا الموقع مع مدينة جونية اللبنانية أيضاً والتي تسكنها أغلبية مارونية. وتعتبر زحلة رابع أكبر مدينة لبنانيّة من حيث عدد السكان، (120 ألف نسمة).
تتميز زحلة ببيوتها القديمة، ذات القرميد الأحمر والقناطر. تتركّز صورة زحلة المناطقيّة والعالميّة على منتجاتها من عرق ونبيذ ومواد غذائيّة. وهي عاصمة المنتجات الزراعيّة الغذائيّة والقطب الزراعي على الصعيدين المحلي والشرق الأوسطي.
زحلـة مدينـة الخمر والشعر وهكـذا سميـت، وهي مدينـة السهل والجبل تربـط سهل البقاع الخصيـب ببيـروت والجبـل ودمشق.

## التسمية
تضاربت آراء المؤرخين حول أصل تسميتها:
منهم من ردّها إلى «الأرض الزاحلة»، إذ أنّ طبيعة أرضها وبنيتها الجيولوجيّة تختلف عن سواها بزحلها، خصوصاً في الأحياء الغربيّة حيث كانت تحصل سنويّاً زحولات.
منهم من ردّ اسمها إلى «زحلان»، أحد ملوك بني هلال، ويحتمل أن يكون سكن زحلة إثر الفتح العربي للبقاع، في القرن السابع الميلادي فأطلق اسمه على المدينة.
منهم من ردّها إلى كوكب «زحل»، هذا الكوكب الذي عبده الرومان وجعلوه إله الخصب وذلك بعدما اكتشف فيها من آثار رومانيّة ومن نقود وأنفاق. هذه الاحتمالات المختلفة تدلّ على أنّ زحلة مدينة لها تاريخها العريق.

منظر عام لزحلة.

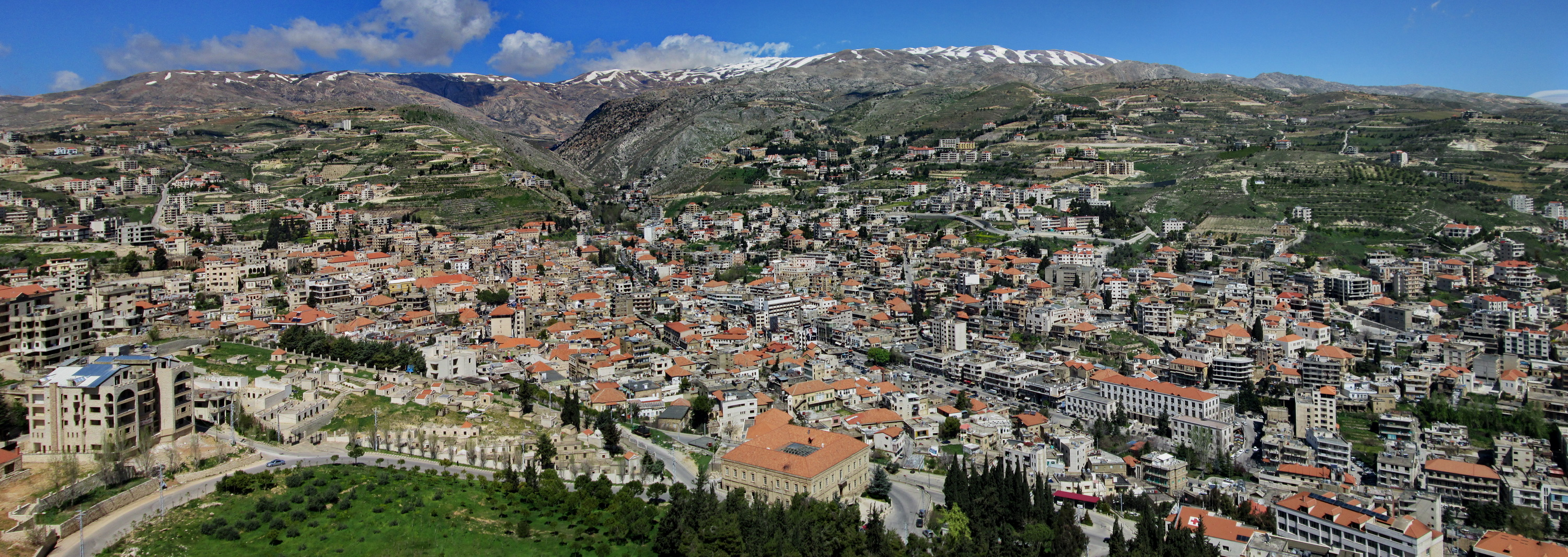
منظر عام بعيد لزحلة.

## تاريخ زحلة

### التاريخ القديم
تكتنـز زحلـة آثـاراً قديمـة تـدل على أن تاريخهـا يعـود على الأقـل إلى (3000-1200) ق.م. لكـن ليـس هنـاك من دراسـات علميـة في هـذا المجـال، إذ يمكننـا مشاهـدة كهـوف مـا بيـن صخـور وادي العرائـش وفي التـلال المحيطـة بالمدينـة، كمـا نجـد آثـار مقابـر من حجـر وبرونـز، والعديـد من بقايـا الجـرر والفخاريـات القديمـة.
ويجمـع المؤرخـون بـأن جـل مـا يعرفونـه عـن قـدم زحلـة أنهـا، في القـرن السابـع عشـر، كانـت إحـدى مزارع مدينـة الكـرك التـي كانـت حاضـرة زاهـرة من حواضـر الأمراء الحرافشة في البقـاع القديـم. وعندمـا حمـل فخـر الديـن المعنـي الكبيـر على هـؤلاء، وأحـرق جميـع الكـرك في العـام 1622، كانـت زحلـة غابـات غبيـاء على ضفتـي النهـر تسمـى بـوادي النمـورة لكثـرة النمـر فيهـا، وكثيـراً مـا كـان يقصدهـا أمـراء لبنـان وبعلبـك ووادي التيـم للصيـد والتنـزه.

### معركة زحلة

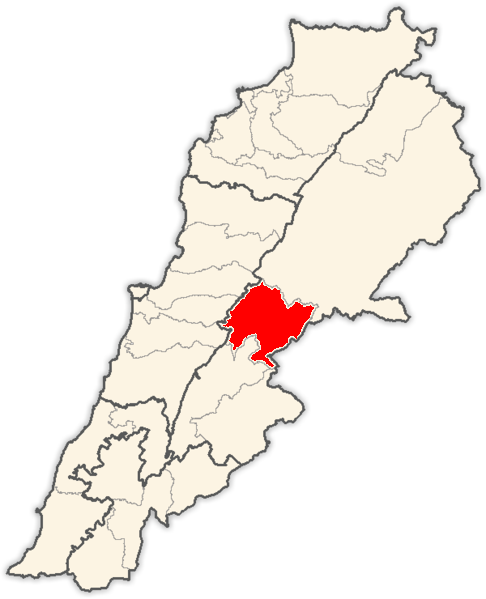
موقع منطقة زحلة على خارطة لبنان

في آخر كانون الأول 1791م وضع جهجاه بن مصطفى الحرفوشي خطة لاحتلال بعلبك وطرد عسكر والي الشام أحمد باشا الجزار منها ولم يكن معه أكثر من مئة محارب صلداتي فاستأجر مئة آخرين من أهل زحلة والجبل لمدة يوم واحد بخمسة قروش أو سبعة قروش لكل منهم.

كان هناك حرس على المدينة من جهة الغرب حيث تمتد السهول الفسيحة فاختار الدخول من الشمال من ناحية اللبوة. وكانت خطته تقضي بالدخول خلسة إلى وسط المدينة دون أن يشعر به أحد ومنع رجاله من القيام بأي حركة أو صوت قبله وأعطاهم كلمة السر «عبد الله» فمن لا يرد عليها بمثلها يطلق النار عليه فوراً.
بعد قتل الحرس دخل وشقيقه سلطان ورجاله إلى المدينة بعد منتصف الليل ولما وصلوا إلى وسطها، أعطى جهجاه الإشارة بإطلاق الرصاص وارتفاع الصياح فظن العسكر الموجودون فيها أن جيشاً كبيراً يداهمهم، فلم يقدروا على المحاربة وأذهلتهم المفاجأة فأركنوا إلى الفرار والقليل منهم من استطاع أن يحمل سلاحه أو يركب فرسه فقتل منهم أكثر من نصفهم وهرب الباقون إلى دمشق واحتل جهجاه المدينة وأقام في زحلة منتظراً.

«وصل الهاربون إلى الشام وأخبروا بما حدث لهم فتعهد الملا إسماعيل بالثأر من جهجاه وقصد زحلة مع ألف ومائتي فارس ولم يكن في زحلة يومها أكثر من مائتي بارودة بالإضافة إلى خمسين أو ستين هم مجموع رجال جهجاه  فطلب من الأهالي حفر خندقاً حول زحلة يسورها من جميع الجهات بحيث لا تقدر الخيل على الدخول إليها إلا من معابر ممهدة»

«هاجم إسماعيل البلدة من جهتي الشمال والجنوب فاحتمى الرجال في الخنادق حتى إذا قربت الخيل منهم أطلقوا النار عليها دون أن يظهروا أمام العسكر فينكفئ مهزوما وكانت مهمة سلطان ومعه عشرون من رجاله أن يقاوم الفرقة الثانية من العسكر فإذا تعرض لهجوم تحميه الرجال الذين كمنوا في الكروم فجعل سلطان من نفسه فخاً يطارده العسكر حتى يدفعهم إلى الاقتراب من المكمن حيث يصبحون هدفاً سهلاً لسلاح الكامنين».

استمرت هذه المعركة أكثر من خمسة ساعات إنهزم العسكر (الملا إسماعيل) على أثرها بعد أن قتل وجرح منه كثيرون ولم يقتل من المدافعين (جهجاه وسلطان والمدافعين معهم) سوى رجل واحد هو ابن مبارك.
هذه المعركة التي اشترك فيها ووصفها بدقة القس المؤرخ حنانيا المنير بعد أن استبدل لباسه الكهنوتي، حيث قال تظهر مواهب جهجاه الخارقة في رسم الخطط الحربية الناجحة والتي تعتمد غالباً على عنصر المفاجأة والسرعة والتي يمكن الاستعاضة بهما، بالإضافة إلى الشجاعة والمراس، عند التفوق الكاسح في العدد والسلاح.

### حصار زحلة
فقرة فتنة 1841م ودور الأمير خنجر في إسترجاع زحلة

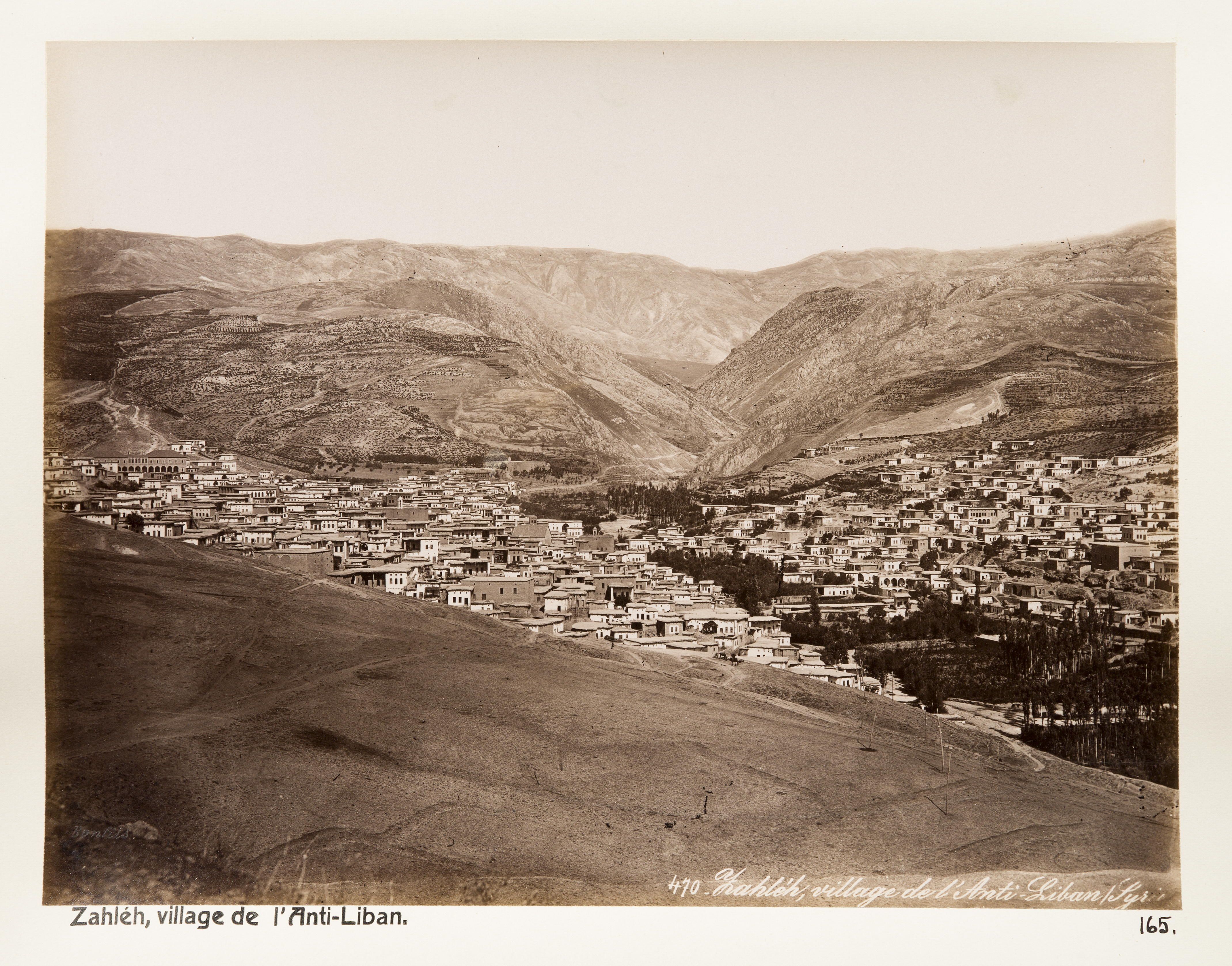
منظر عام لزحلة في القرن التاسع عشر

أثار موقف خنجر بن ملحم الحرفوشي في دفاعه عن زحلة إعجاب الكثيرين من الذين أرخوا هذا الحدث ومن المعاصرين له. يقول بازيلي قنصل روسيا في بيروت (1839- 1853) لو لم يدافع الأمير خنجر الحرفوشي عن شعاب زحلة ومداخلها لاجتاح الدروز كل لبنان. للمزيد انظر صفحة صاحب الغبطة البطريرك مار يوسف بطرس حبيش بالويكيبيديا (آخر فقرة فتنة 1841م).

ويقول مؤرخ مسيحي معاصر لحصار زحلة:
«بالحقيقة إن للحرافشة الفضل ليس على زحلة فقط بل على كل النصرانية في لبنان لأنه لولا انكسار الدروز في زحلة لكانوا أذلوا النصرانية لدرجة متناهية بعد فوزهم السابق على أهالي دير القمر»

حفظ بعض المؤرخين النصارى للحرافشة جميلهم في صد الغزاة عن زحلة وإبعاد العسكر العثماني عن الدخول إليها بحجة المحافظة كما فعلوا بدير القمر ولكن بعضهم تعمد تجاهل هذا الواقع. فكل ما ذكره الشدياق عن الأمير خنجر أنه فر من زحلة بجماعته إلى الفرزل متأهباً للهرب إن ظفرت الدروز، دون أن يأتي على ذكر سقوط أميرين قتلى في المعركة هما يوسف ومنصور فضلا عن رجالهما الآخرين،  ولم تفِ زحلة بتعهدها بأن تكون حمى للحرافشة فوشى بعض أهلها بالأمير سلمان بن ملحم الشهير إلى العثمانيين في 12 كانون الثاني 1859 م.

### عريضة وكلاء عموم زحلة لغبطة البطريرك عام 1860م تعكس التعايش في المدينة
إن عريضة أرسلها وكلاء عموم زحلة إلى البطريرك إثر وصول جماعة من قبله إلى المدينة لمعاينة الأحوال عن كثب تنقل صورة واضحة عن أوضاع زحلة، وسائر النصارى في البقاع، وعلاقتهم بالحرافشة وشعورهم بأن وجودهم في البقاع لا يستقيم بدونهم (أي بدون الحرافشة). وهو شعور حقيقي ليس فيه محاباة ولا مداراة ولا مجاملة، لأنه موجّه إلى المسيحي الأول ولن يصل إلى مسامع غيرة في كل حال.
| زحلة | مار بولص قدس سيدنا الجليل وراعي الرعاة النبيل، الكلي الغبطة والفائق الإحترام. نقضي أنه عند حضور أولادكم لهذا الجانب وجدنا حاصلة المغايرة من طايفة الحمادية على تعلقاتنا. لزم أننا جعلنا الوسايط لأجل المسالمة مع جناب أفندينا الأمرا حرفوش المحترمين. وتوجهنا للثم أيديهم. وبوقته اندرج حال أولادكم. وكل من النصارى الزراع توجه لمحله وصار لجمع الباقي من مزروعاته. والآن لقد اطَّلعنا على تحرير وارد إلى بعض جنابهم من أحد نصارى بأن طانيوس بك شاهين مراده ضرب العاقورة بسبب أن عيال جناب الأمراء الموفى إليهم بالمحل المرقوم وحيث أننا وجنابهم الحال مصرحه اطلعنا على التقرير المرقوم، وقدمنا لجنابهم الرجا بأن هذا الأمر ربما يكون عادم الصحة. وباشرنا بتقديم لديكم لكي يكون بشريف مسامعكم، إنه أولاً لولا وجود الأمراء ببعلبك، حالنا لم يمشي قطعاً ولا بوجه مطلقاً والذي كنا نظنه من طانيوس المرقوم أنه عوضاً عن هذه المساعدة نحونا يقدم كافة الخدمات إلى عيال جنابهم حتى يزدادوا بقيام مصالحنا. والآن ظهر بخلافه فلأجل ذلك لزم نصرح (...) لغبطتكم لكي يصدر أمركم المرقوم طانيوس يكف يد عن كذا عمل، لأنه يكفي ما جرى علينا. وإذا وقع أدنى إنجرار، من المعلوم يصير الحال أكثر من الماضي وإذا رغبنا إيضاح الذي عمال يحصل لجناب الأمراء من المساعدة لعموم النصارى يطول الإسهاب بشرحه. فالرجا في غيرتكم وحكمتكم يصنع كما يقع فيه اللياقة مع أعيال جنابهم. أكرموا علينا بمرسوم الإيجابي لكي يصير عرضه لديهم لأجل رفع (الوسوسة) لأن أملنا بغيرتكم لنمد جنابهم كلما يلزم من المساعدة. هذا ما لزم مع عدم أبراحنا من صالح دعاكم. نكرر لكم ما تقدم ثانياً وثالثاً. في 25 آب 1860م أولادكم وكلاء عموم زحلة | زحلة |

### تأسيس المدينة
بيـد أن هـذه الأرض غيـر المأهولـة، مـا إن استهـل القـرن الثامـن عشـر، حتـى أطلـت منهـا مدينـة ذات حيويـة عظيمـة، راحـت تنمـو بسرعـة كبيرة، ومـا زالـت حتـى علـت على سائـر حواضـر البقـاع، ثـم غـدت إحـدى المحطـات الكبـرى في تاريـخ لبنـان. ولقد أجاب البروفسور ونتر على موضوع سؤال كبير في هذا الصدد حيث قال:
| زحلة | كان أمراء آل الحرفوش، يشاركون في الكثير من مناسبات ترسيم رجالات الكنيسة، وفي تسيير أُمور الأديرة المحلية. تقول التقاليد أن الكثير من المسيحيين غادروا بعلبك في القرن الثامن عشر إلى مدينة زحلة الأحدث والأكثر أمنا بســبب ظلم آل الحرفوش وجشعهم، ولكن دراساتٍ أكثر جدّيّــــة قد وضعت هذه التفسيرات موضع تساؤل، مشيرة إلى أن آل الحرفوش في حلفٍ متينٍ مع آل المعلوف العائلة الأرثوذكسية في زحلة ( حيث إلتجأ مصطفي الحرفوش بعد بضعة سنوات ) ومُظهرةً أن السّــــلبَ في مختلف المناطق وجاذبيــــــة النمو الاقتصادي لزحلة هي سببُ انحدار بعلبك في القرن الثامن عشـــر . وأي قمع هناك لم يكن يستهدف المســيحيين على نحـوٍ خاص. | زحلة |

أول من استعمـر زحلـة الأمـراء اللمعيـون، كـان ذلـك سنـة 1711 على أثـر بلائهـم الحسـن في معركة عين دارة التـي نشبـت بيـن الأميـر حيـدر الشهابـي حاكـم لبنان ورأس الحـزب القيسـي، وبيـن مناوئيـه اليمنييـن. شـد اللمعيـون يومـذاك أزر الاميـر، فمـا أن تـم لـه النصـر حتـى صاهرهـم ثـم أقطعهـم الاقطاعـات الواسعـة.
أعجـب اللمعييـن من زحلـة، خصـب تربتهـا وكثـرة شجرهـا وغزارة مائهـا وجمـال مناخهـا فأولوهـا اهتمامهـم، ونشطـوا يستقدمـون إليهـا السكـان من المتنيْـن الأعلـى والأدنـى، ويشجعـون على حـرث أرضهـا، وبنـاء البيـوت فيهـا، حتـى أهلـت وعمـرت. فقسمـت إلى ثلاثـة أحـواش لثلاثـة أمـراء لمعييـن، حـوش الأميـر مـراد وحـوش الأميـر يوسـف وحـوش الحواطمـة. وكـان الحـوش مجموعـة من البيـوت المتقاربـة، على شكـل مستعمـرة صغيـرة مسـورة.
في مطلـع القـرن الثامـن عشـر كـان لزحلـة علـم خـاص بهـا لونـه أحمـر وأخضـر وفي أعـلاه حربـة في رأسهـا صليـب وقـد صنـع من الحريـر المنسـوج في زحلـة.
ولهـا نشيدهـا الوطنـي المعـروف ويقول مطلعه:
زحلـة يا دار السـلام فيـك مربـى الأسـودي
على الضيـم والله ما ننـام المـوت ببـوز البـارودي
أحرقت زحلة ثلاث مرّات عام 1777 و 1791، وكانت نكبتها الكبرى عام 1860. وفي العام 1861 بعد قيام المتصرّفيّة، شكّلت زحلة قاعدة البقاع والمديريّة الثالثة بين الست مديريّات. واستطاعت النهوض وإعادة البناء؛ فعادت أقوى، وعمرت أكثر، وأصبحت «ميناء البقاع وسوريا» البرّي ومركز الأغلال والتجارة بين بيروت ودمشق والموصل وبغداد، وسُميت مدينة قبل العاصمة بيروت.
خلال فترة المتصرفية، وبعد عام 1861، أنشئ مجلس زحلة البلدي عام 1878، وبُني السراي الحكومي القديم عام 1885، ونشطت الهجرة منها، وأُنجز خط السكة الحديدية الذي وصل عام 1885 زحلة ببيروت وحوران، ممّا سهّل الأسفار وروج التجارة وحسن الأعمال.
وفي مطلع القرن العشرين، شهدت زحلة نهضة تربويّة وفكريّة وسياحيّة كبيرة. لكنّ الحرب أعاقت تقدّمها، وأبهظت كاهل أبنائها. عام 1914، دخلها جمال باشا التركي، وجعل مقرّه فندق قادري جاعلاً منه مستشفى لجيشه، وصادر مستودعات الغلال والحبوب ونكّل بالأهالي.

### الانتداب الفرنسي
في نهاية الحرب، إنتُدبت فرنسا على لبنان تطبيقاً لمعاهدة سايكس – بيكو الشهيرة عام 1916، وأعلن الجنرال غورو من فندق قادري في زحلة في 3 آب 1920 ضمّ الأقضية الأربعة: البقاع وبعلبك وحاصبيا وراشيا واعتبارها أساساً للبنان الكبير، الذي أعلنه في بيروت في أول أيلول 1920 وما زالت حدوده حدود لبنان المعترف بها اليوم دولياً.
خلال فترة الانتداب، شهدت المدينة تقدّماً عمرانيّاً وإداريّاً واقتصاديّاً، فنشطت تجارتها وأعمالها، وساعد الفرنسيون الأهالي على تنظيم مؤسساتهم وإداراتهم. وكذلك برزت أول نقابة عماليّة في زحلة عام 1923 برئاسة رشيد سويد.
وكان لبعض رجالات زحلة أمثال شبل دموس وموسى نمور وغيرهم اليد الطولى في وضع الدستور اللبناني عام 1926. عام 1942، زار الجنرال ديغول زحلة، وطمأن الأهالي إلى بوادر النصر في الحرب العالمية الثانية.

### بعد الاستقلال
بعد الاستقلال عام 1943، استطاعت زحلة أن تستعيد حيويتها؛ فازدهرت فيها الأعمال حتى عام 1975 بداية الأحداث اللبنانية، حيث شهدت ركوداً كباقي المناطق اللبنانية. لكنّها ما لبثت أن استعادت حركتها وعمرانها، بعيد الحرب. وفي عام 1989 إنتُخب أحد أبنائها الياس الهراوي رئيساً للجمهورية اللبنانية.

## الجغرافيا
تقـع زحلـة بيـن الدرجتيـن 33 و 35 من خطـوط العـرض. وتعلـو عن سطـح البحـر 950 متـراً مساحتهـا حوالـي 150 هكتـاراً. مدينة زحلة هي مركز قضاء زحلة وعاصمة محافظة البقاع. تبعد 52 كلم (32.3128 مي) عن بيروت عاصمة لبنان.
يحتضـن زحلـة جبـل صنيـن من الشمـال، والكنيسـة من الغـرب وتلفهـا مرتفعـات الفـرزل وباحيـن من الشـرق، وترقـد على قدميهـا جنوبـاً منبسطـات سهـل البقـاع وهـي في وادي ضيـق تكلـل مشارفـه مرتفعـات متوازيـة العلـو نسبيـاً، ويخترقهـا في الوسـط نهـر البردونـي ليشطرهـا إلى شطريـن متوازييـن، على ضفـة ميـل منهمـا، تنتصـب المنتزهـات والفنـادق والحدائـق.
تتكوّن زحلة من هضبة كلسيّة بيضاء، ناتجة عن شدّة انحدارها. مناخ زحلة جاف، وهواؤها ناشف عليل. هي تتمتّع بتعاقب الفصول الأربعة، بشتاءٍ باردٍ وصيف حار.

### النباتات
كانت زحلة قديماً كثيرة الغابات المشتبكة والأدغال، وفيها أشجار السنديان السوري والعفص والبطم والسماق والدردار «بمعنى الشائك» والرمان والجوز والدلب وغير ذلك من نباتات المنطقة الجبلية. وفي أعاليها ينبت البقل. وقد أُحرقت هذه الغابات مراراً ولا سيما عندما هاجم الأكراد زحلة في عام 1777 وعام 1793 م. أمّا اليوم، فإنّ معظم أشجارها هي الحور، وتقع على جانبي النهر وفي الأماكن الرطبة إضافة إلى بقايا الزيتون القديم. وهناك أيضاً التوت الذي يكثر في البساتين، فوق مرج عرجموس «الفيضة». ويكثر أيضاً الزيتون، هو عطري الرائحة يتخذ زهره لمداواة السعال ونحوه. أمّا بالنسبة للفواكه، فهي كثيرة أهمّها العنب، والتين والخوخ والمشمش والرمان والتفاح والإجاص والجوز واللوز.

### الحيوانات
كان في زحلة قديماً، أي عندما كانت الغابات تظلّلها والأحراج تشتبك في واديها، حيوانات مختلفة أهمّها السبع والنمر والضبع والفهد والعقاب والنسر والحدأة (الشوحة) والبازي والصقر، إضافةً إلى الذئب وابن آوى والنمس والقنفذ والخرز (الأرنب البري) والغرير. وقد اشتهرت زحلة قديمًا بتربية الخيول وتأصيلها وترويضها.
ويكثر الجاموس والبقر الضخم الجثة في بساتينها وكذلك البغال والجمال والحمير. ويُربّى فيها الغنم والماعز والدواجن. ومن الطيور التي تقتنص في ضواحيها الحجال والسماني والزرزور واليمام "الترغل" والحمام والوروار والقطا ويكثر فيها الدوري والسنونو معشعشاً في الطنوف "السفارات" والصفاريّة أو التبشّر وتسميها العامة "الصفراية" والصفرد "أبو الحن" وغيرها. ويوجد فيها القليل من النحل وأفضله عسلاً ما تربى في أعالي المدينة إلى جهة الجبل وكذلك دود القزّ. ويوجد في غياضها دجاج الأرض (الشكب) والفرّي وبعض الطيور المائية. كالإوز والبط وغيرها مثل الغرغر (ديك الحبش) والدجاج الاهلي والكركي "الرهو" والبجع "العراق" وغير ذلك من الطيور القواطع والأوابد. وفي ضواحيها القبرة والثليجي "سن المنجل" والهدهد ومن الصوادح الحسّون “الجوي" والشويكي البرّي والخضيري وهي تمتاز برخامة أصواتها وألحانها وفيها أفاعي وضباب (حراذين) وسام أيرص (أبو بريص).

### أحياء زحلة
يبلغ عدد مناطق زحلة العقاريّة 16 نطاق عقاري. بعض المناطق العقاريّة تحتوي على أكثر من حي، وبذلك يكون عدد الأحياء أكثر من عدد المناطق العقاريّة (21 حيّاً سكنيّاً). يمكن إحصاء الوحدات السكنيّة لمختلف الأحياء بحوالي 20 ألف وحدة.
والأحياء الـ16 هي: البربـارة، حـوش الأمـراء، حـوش الزراعنـة، حـي السيـدة، الراسيـة التحتـا، الراسيـة الفوقـا، سيـدة النجـاة، الكـرك، مار اليـاس، مار أنطونيـوس، مار مخايـل ومار جرجـس، المعلقـة، المعلقـة الشماليـة، ميـدان الشرقـي، ميـدان الغربـي، وادي العرائـش.

## السكان
منذ نشوئها عام 1711، تجمعت في زحلة عائلات بغالبيتها مسيحية، إضافة إلى سكان من الشيعة والدروز. بدأت زحلة تجمُّعها بثلاثة أحياء قرب كنيسة سيدة الزلزلة أول كنيسة بُنيت في مطلع القرن الثامن عشر. وكان مصدر العائلات المسيحيّة من بعلبك ورأس بعلبك والفرزل. وقد اتّسعت الهجرة إلى زحلة في أواسط القرن 18. عام 1750، لجأ كثيرون من البقاع وبعلبك ورأس بعلبك ومناطق الجبل، وبينهم بنو المعلوف الذين ابتنوا بيوتاً حول دار الأسقفيّة، سُميت دار المعالفة وهي تعرف أيضاً باسم حارة سيدة النجاة، حيث يقول المؤرخ الأستاذ عيسى إسكندر المعلوف في كتابه دواني القطوف " في سنة 1781م سكن بنو شبلي المعلوف من فرع أبي عسوس في بلاد بعلبك وتركوا موطنهم كفر عقاب وكانوا يترددون منذ سنوات إلى تلك الجهات فرأى منهم الأمراء الحرافشة بسالة وحمية ونشاطاً حملهم على ترغيبهم في سكنى بلادهم وكانت الضرائب الكثيرة قد أرهقت سكان لبنان فأخذ منهم الأمير يوسف الشهابي في هذه السنة مالا ثانيا بلغ فيه ما ضربه على اوقية البزر خمسة غروش وكان القلق سائداً في زمن الجزار". وقد اكتمل عقد «العائلات السبع» بقدوم آل بريدي إلى زحلة من بعلبك حوالي عام 1760، وآل غرّة من رأس بعلبك عام 1800 (وهم فرع من عائلة هلال، كانت أمّهم اسمها غرّة) (هذه العائلات لعبت دور القيادة السياسيّة في زحلة لفترة طويلة).
لجأ الراسيون إلى زحلة سنة 1761، بعد أن هدم زلزال رأس بعلبك كلّها تقريباً وتوفي كثيرون من أهاليها؛ فجاء كثير منهم إلى زحلة وسكنوا مع أقاربهم وعمرت حارة «الراسيّة». وهرباً من حكم الأمير حسين حرفوش في رأس بعلبك عام 1756، نزل عدد كبير من السكان في أراضي الرهبان الشويريين حيث بنوا بيوتًا لهم. عام 1775، لحق بهم البعلبكيون، تخلّصا من ظلم الأمراء الحرفوشيون.
ويبلغ عدد سكّان المدينة حوالي 120000 نسمة أي ما يعادل حوالي 3% من إجمالي عدد سكان لبنان، وهـم مزيـج من أبنـاء المتـن والشـوف والجنـوب والبقـاع ومعظمهـم من الـروم الكاثوليـك، فالأرثوذكـس، فالموارنـة، والإنجيلييـن والسريـان.

## الاقتصاد
إداريّا، زحلة هي المركز الأكبر في البقاع، ورابع مدن لبنان بعد بيروت وطرابلس وصيدا في تأدية الخدمات على اختلافها. إنّها مركز المحافظة، وتحتوي غرفة التجارة والصناعة والزراعة، والبلدية ومختلف الإدارات العامّة لمختلف الوزارات، إضافة إلى قصر العدل، ومركز الأمن الداخلي والدرك وأمن الدولة، دون أن ننسى مركز للجيش اللبناني في منطقة أبلح، التابعة لقضاء زحلة وقاعدة جوية في مطار رياق العسكري في جوار المدينة.

### الاستشفاء
زحلة هي أيضاً المركز الصحي الأوّل في المحافظة: أهمّ مستشفياتها مستشفى تل شيحا الذي افتتحه أهلها عام 1949. وفي مدينة زحلة أربعة منها موجودة في المدينة عدا المستوصفات وفروع الصليب الأحمر اللبناني وبنك للدم، ومؤسسة كاريتاس، ووكالة هيئة الأمم المتحدة، وغيرها من المنظمات الصحيّة العالمية. أمّا عدد أطبائها، فيبلغ حوالي 132 طبيباً.

### المصارف
تعـد زحلـة مركـز المصـارف الأساسيـة في البقـاع وفيهـا 41 مركـزاً مصرفيـاً فقـط في زحلـة عـدا الكونتوارات وشركـات الضمـان والتأميـن والصيرفـة. ومن هـذه المصارف 25 مصرفـاً في البقـاع تابعـة لسلطـة مصـرف لبنـان زحلـة و 4 مصارف تابعـة لمصـرف لبنـان في بعلبـك.

### الزراعة
تمّيزت زحلة كما سهل البقاع بالزراعة، وبالدرجة الأولى زراعة الكرمة. كمأ أنّها اشتهرت بزراعة الخضار والفواكه والحبوب، إضافة إلى تربية الدواجن والأبقار.

#### الكرمة
الكرمة عنوان المدينة فدواليها تظلّل معظم أماكنها، وعناقيدها كاللؤلؤ المنثور، وهي من أنواع تصنّف عالميّة لمذاقها الخاص غير المتوفّر في كلّ المناطق والبلدان. وقد خصّصت مدينة زحلة أسبوعاً كاملاً في شهر سبتمبر للاحتفال بعيد الكرمة رمز المدينة. ويُقام خلال هذه الفترة حفل انتخاب ملكة جمال الكرمة ومهرجان الزهور، حيث تسير العربات المزيّنة بالورود بأشكال هندسية تُبهر العين، تمثّل في غالبيتها رموزاً وطنية وتاريخية لتتسابق بغية الحصول على جائزة أجمل عربة لكل عام، وذلك أمام الحشود الغفيرة التي تتجمّع على جوانب الطرقات لمشاهدتها.

### الصناعة
أمّا بالنسبة لصناعاتها، فهي تُعد اليوم، بضواحيها، من أهم المراكز الصناعية في لبنان. ففيها المعامل المختلفة للمشروبات الروحية والألبان والأجبان وتعليب الخضار والفواكه، إضافة إلى صناعات البلاستيك والنايلون والمفروشات والجلود والأحذية والزجاج والبلاط والسجاد والحلويات والسكر والسكاكر والورق الصحي والكرتون والتجهيزات المنزلية، إلخ... وهي مشهورة بصناعة العرق والخمور.

#### الخمارات
لقد أحصي في مطلع هذا القرن ما يزيد على الثلاثين خمارة في قضاء زحلة، إضافة إلى معامل النبيذ في كسارة عند الآباء اليسوعيين والمشروبات الروحية في شتورا، المجاورة للمدينة، مع آل بولاد وبران.
علاقة زحلة بالعرق والنبيذ هي علاقة قديمة ووطيدة، ولقد ورثها الأبناء عن الآباء حيث أقاموا تمثالاً على مدخل المدينة يرمز إلى الخمرة والشعر، وقاموا بزرع دوالي العنب على الروابي المحيطة بالمدينة كتلال تل شيحا، وتل زينة، ووادي حادي، وأعالي دير الطوق، وبحوشا، وحرقات وبئر غزور وأيضًا كسارة حيث النفق الشهير وطوله حوالي الألفي متر.
تنتج زحلة أرقى أنواع العرق والنبيذ. وهو يضاهي المنتجات الغربية وخصوصًا الأوروبية منها، حيث تصدِّر زحلة كميات لا بأس بها نحو تلك البلدان.
وفي زحلة عدد كبير من الخمّارات التي تستخرج العرق الزحليّ الشهير، وهي قلب طريق الخمر الممتدّ من كفريّا في الجنوب الغربي حتّى عيناتا في الشمال.

### التجارة
أما تجارتها، فهي المردود الأكبر للزحلي الذي عُرف منذ القدم تاجراً للأغنام والحبوب والغلال على أنواعها. فزحلة هي «مدينة الوسط» في السهل الخصيب و«مفتاح الجبل» وخط الوصل البري في لبنان بين بيروت ودمشق وباقي دول العالم العربي والأجنبي.

### السياحة والاصطياف
بـدأ عهـد زحلـة بالاصطيـاف عـام 1882، قصدهـا الكثيـر من المصرييـن بعـد الثـورة العرابيـة فازدهـرت المقاهـي والمنتـزهـات والمطاعـم وشيّـد «فنـدق الصحـة» عـام 1878 إضافـة إلى انتشـار الخانـات في كـل أنحـاء المدينـة وتوالـت في مطلـع القـرن حركـة بنـاء الفنـادق الكبـرى مثـلاً عـام 1913 كـان في زحلـة سبعـة فنـادق كبـرى وستـة مقاهـي.
ولأن زحلـة مركـز اصطيـاف هـام لقّبـت: «عـروس لبنـان»، و«جـارة الـوادي»، و«عـروس البقـاع». وقـد اشتهـرت زحلـة بلياليهـا المقمـرة ونسيمهـا العليـل وخريـر بردونيهـا وظـلال صفصافهـا. وتمتـع الزحليـون بخبـرة عريقـة في حسـن الضيافـة اللبنانيـة و«المـازة» الزحلاويـة الفريـدة التـي اقتبستهـا عنهـا مطاعـم لبنـان والعالـم.
وتحولـت زحلـة نقطـة جـذب للمصطـاف، وخاصـة إلى مقاهـي البردونـي التـي تستقبـل آلاف الـزوار والمدعـويـن وتحسـن وفادتهـم وخدمتهـم..
وإن كازينوهـات الـوادي في سبـاق مستمـر لتقديـم الأشهـى من المأكـولات التـي فيهـا نكهـة التـراث مقرونـة بالقهـوة العربيـة والنارجيلـة التـي يقدمهـا النـادل بثيـاب فولكلوريـة، وفي مدخـل كـل مقهـى «الخبـازة» بقـرب الصـاج والكـارة وأصـوات مدقـات أجـران الكبـة بيـد السواعـد المفتولـة تساعـد في صناعـة الأهـلاً وسهـلاً.
وفي زحلـة وشتـورة فنـادق ومجمعـات سياحيـة فخمـة جهـزت بأحـدث المستلزمـات العصريـة وأحـواض السباحـة لممارسـة الهـوايـات الرياضيـة ولديهـا نـاد للفروسيـة وآخـر للرمايـة.

#### المطاعـم والمنتجعـات السياحيـة
في زحلـة مطاعـم متعـددة ومتنوعـة تنتشـر في أرجـاء المدينـة وتقـدم للزائريـن مختلـف أنـواع الأطعمـة. المنتجعـات السياحيـة في زحلـة تتميـز بدرجـة عاليـة من التطـوّر، فهـي تحتـوي على مسابـح صيفيـة وشتويـة لمختلـف الأعمـار وملاعـب تنـس وأنديـة رياضيـة ومطاعـم وشاليهـات وكابينـات. حدائقهـا العامـة تزهـو بالأشجـار والأزهـار والتماثيـل وبالمقاعـد الخشبيـة حيـث تحلـو الجلسـة لمحبـي الهـدوء والسكينـة. أمـا البـارك البلـدي فيتضمـن طريقـاً خاصـاً لهـواة المشـي ومـدرج كبيـر لإقامـة الحفـلات في الهـواء الطلـق وعـدد من سـلال كـرة السلـة لهـواة هـذه الرياضـة وألعـاب متنوعـة للأطفـال ومطعـم واستراحـة ومساحـات خضـراء.

## الثقافة والتعليم
تأسّست في زحلة الأندية الثقافيّة والخيريّة حتّى بلغ عددها 129 جمعيّة وناد ثقافي اجتماعي رياضي. وتجدر الإشارة إلى أنّ أوّل نقابة عمّاليّة انطلقت في البقاع هي زحليّة، وذلك عام 1923. وتوالى إنشاء الروابط والجمعيّات والتعاونيّات حتّى بلغت 75 تعاونيّة، إضافة إلى 27 تعاونيّة اقتصاديّة اجتماعيّة. إنفتح تاريخ زحلة الحديث فعليّاً على الثقافة بعد هجرة الزحليين إلى دول أميركا وكندا والبرازيل وأوروبا وأستراليا، أي ابتداءً من عام 1880.
هكذا شرّعت الثقافة الزحليّة والبقاعيّة أبوابها على الغرب، دون أن تفقد هويّتها اللبنانيّة. على صعيد تأسيس الأندية الثقافيّة، كانت زحلة في الربع الأوّل من القرن العشرين الصالون الأدبي الأوّل في لبنان، يقصده شعراء كبار وسياسيين وأدباء ومفكّرين ليتمتّعوا بجمال الطبيعة على البردوني، وليسجّلوا سوق عكاظ جديد على ضفاف النهر. وكانت «جمعيّة طلب المعارف» أولى الجمعيّات الثقافيّة الزحليّة، أسّسها الخوري بطرس الجريجيري في دير سيّدة النجاة عام 1884. تلتها «جمعيةّ النهضة العلميّة» عام 1903 لطلاّب الكليّة الشرقيّة. وبعد الانتداب الفرنسي عام 1923، تأسّست «الحلقة الثقافيّة الرياضيّة»، لاستضافة كبار رجال العلم ومفكّريه. واليوم، هناك عدد كبير من الجمعيّات العاملة في زحلة: إلى جانب جمعيّات ورابطات ونوادي أخرى تقيم نشاطات ثقافيّة متنوّعة.

### المدارس
في الربع الأوّل من القرن التاسع عشر نشأ التعليم الحديث في زحلة، وكان «دير مار الياس الطوق» يحتوي على صف كتّاب. أوّل مدرسة افتتحت في زحلة كانت مار يوسف الصخرة للصبيان في المعلّقة في تاريخ 11 أيار 1844. ثمّ افتتحت مدرسة البنات في 24 أيار 1844. هاتان المدرستان شكلتا نصرا للبعثة اليسوعيّة ورهبانها. وتوالت مهمّة البعثة اليسوعيّة فافتتحوا مدرسة قلب يسوع في الراسيّة في زحلة عام 1846 وسُميت مدرسة البادريّة أو الداخليّة.
تأسست مدرسة إنكليزيّة في زحلة عام 1858 ضمن الرسالة البروتستانتيّة. كما أنشأت البعثة الإنكليزيّة ثلاث مدارس سرعان ما توقف عمل اثنتين من بينها بسبب محاربة الزحليين للبروتستانت، ولم يبقَ اليوم منها سوى الثانويّة الانجيليّة. وعام 1865، تأسست مدرستان في مطرانيّة الروم الكاثوليك، واحدة للصبيان سُميت على اسم القديس نيقولاوس وأخرى للبنات سُميت ب«مدرسة السيدة». وعام 1867، أسّس الأب بطرس الجريجيري المدرسة الفرنسيّة في الدار الأسقفيّة لسيّدة النجاة. وعام 1898، أنجزت الرهبانيّة الحنّاويّة الكليّة الشرقيّة. هذا الحدث التربوي يعتبر الأهم في زحلة فقد تخرّج عدد كبير من الأدباء والشعراء والسياسيين والمفكّرين من هذه الكليّة.
وتوالى منذ ذلك الحين بناء المدارس في زحلة وأهم مركز تربوي في البقاع. وهناك 12 مدرسة خاصّة وغير مجّانيّة في زحلة للتعليم العام. كما هناك خمس مدارس خاصّة مجّانيّة للتعليم العام، وست عشرة مدرسة للتعليم العام الرسمي، وسبعة مدارس مهنيّة ن وتسع مدارس مجّانيّة للحالات الاجتماعيّة (أيتام ومعاقين).

### الجامعات
تشكّل زحلة مركز الجامعات والتعليم العالي في البقاع. هي تحتوي على فروع للجامعة اللبنانيّة واليسوعيّة تمّ افتتاحها ابتداءً من عام 1977، ثمّ توالى افتتاح الجامعات الفرعيّة في البقاع، منذ عام 1995 وحتّى اليوم. وبعد حرب 1975، وتحديداً بعد حرب السنتين، اقتضت الحاجة افتتاح فروعٍ للجامعة اللبنانية في مختلف المحافظات. فتأسّس فرع البقاع (الرابع) عام 1978 الذي حضن كل طلاب البقاع الجامعيين في مدينة زحلة. يشكّل عدد طلاّب الجامعة اللبنانيّة في البقاع حوالي 7000 طالبا، أي حولي 80% من نسبة الطلاّب الجامعيين في البقاع. ومن المتوقع إنشاءالبناء الجامعي الموحّد للجامعة اللبنانيّة في البقاع، الذي سيقع في زحلة وسيسمح بجمع اختصاصات عديدة في الحرم الجامعي الواحد.
في زحلة خمس كليّات تابعة للجامعة اللبنانيّة، وهي: كليّة الآداب والعلوم الإنسانيّة، كليّة الحقوق والعلوم السياسيّة، معهد العلوم الاجتماعيّة، كليّة العلوم الطبيعيّة، كليّة الصحّة. أما الجامعات الخاصّة، فهي: الجامعة الأميركيّة للعلوم والتكنولوجيا، الجامعة اليسوعيّة، جامعة الروح القدس، الجامعة الأنطونيّة، كليّة إدارة الأعمال الإسلاميّة. كما يتخذ الكونسرفاتوار الوطني - فرع البقاع- من زحلة مركزاً له.

### الإعلام
أعطى البقاع خلال قرن من الزمن ما يزيد عن 170 دوريّة في لبنان وجميع أنحاء العالم. أوّل مطبعة زحليّة هي مطبعة المهذّب التي كانت في الكليّة الشرقيّة، وذلك عام 1906. ومنذ عام 1894، كانت جريدة «صوت الفيحاء» لسليم بالش الزحلي في بيونس ايرس – الأرجنتين ومن ثمّ نقلها إلى البرازيل عام 1895. أمّا نقولا شحادة فقد أطلق جريدة «الرائد المصري» عام 1896، ويوسف نعمان المعلوف أسّس في نيويورك جريدة «الأيام» عام 1897، وتبعه شبل دمّوس عام 1898 في جريدته «الإصلاح» النيويوركيّة. ومن سان باولو، أصدر قيصر وجميل وإبراهيم المعلوف جريدة «البرازيل»، عام 1898... أمّا بالنسبة لصحافتها المحليّة، فقد انطلقت مع جريدة «المهذّب» من كليّة الشرقيّة عام 1901 وتطوّرت اثر وصول مطبعتها الخاصّة من نيويورك عام 1906. وكانت جريدة «البردوني»، لصاحبها اسكندر الرياشي، والتي تأسّست عام 1910، من أوائل الصحف الزحليّة. وتلتها «زحلة الفتاة» أواخر عام 1910، وهي ما تزال تصدر حتّى اليوم. وبالنسبة للمجلاّت الزحليّة: أوّلها كانت «الآثار» عام 1911 لعيسى اسكندر المعلوف... ثمّ توالت الصحف والإصدارات من «الخواطر» إلى «الصحافي التائه» و«الأحرار» و«العصر» و«البلاد» و«بعلبك» و«جوبيتير» و«الوادي» و«حرمون» و«قبّ الياس» ليصبح عدد الدوريّات 170.
الإعلام الزحليّ اليوم: يصدر في مدينة زحلة الصحف السياسيّة التالية: - «زحلة الفتاة»: جريدة نصف شهريّة سياسيّة مستقلّة، تأسّست عام 1910 على يد إبراهيم الراعي وبشارة قريطم. - «العصر»: جريدة نصف شهريّة سياسيّة مستقلّة، تأسّست عام 1907 ولم تنطلق الّا عام 1923 مع يوسف فضل الله سلامة في بعلبك، ثمّ انتقلت إلى صيدا، وعادت إلى زحلة عام 1978.

### المكتبات العامة
تحوي زحلة أقدم المكتبات في المنطقة وأكبرها وأبرزها: مكتبة الدار الأسقفيّة في سيّدة النجاة الكاثوليكيّة – مكتبة الدار الأسقفيّة الأرثوذكسيّة - مكتبة الآباء اليسوعيين – مكتبة دير مار الياس المخلّصي – مكتبة دير مار الياس الطوق – مكتبة الكليّة الشرقيّة – مكتبة دير مار أنطونيوس للموارنة ومار يوسف – مكتبة المرسلين الأميركان...
وأبرزها على الإطلاق مكتبة المؤرّخ عيسى اسكندر المعلوف. أما مكتبة بلديّة زحلة – معلّقة العامة، منطقة البربارة؛ فقد تم إنشاؤها عام 1951 بالتعاون مع مكتب المعلومات الاميركي. وقد تم ترميمها في العام 1993. هذه المكتبة تحتوي مخطوطات عربيّة فيّمة قُدّمت عام 1968 إضافة إلى لوحات دينيّة من العالم. في 23 شباط 2003، عملت البلدية بإشراف رئيسها أسعد زغيب الحصول على آلاف الكتب ووضعها في المكتبة. وقد تمّ تحصيل أكثر من 18.000 كتاب بكل الللغات و 8.000 منها للأطفال. كما تم تجهيز غرفة خاصة بنشاطات الأطفال مثل المسرحيات، القصص، ومشاهدة أفلام الأطفال. ولا بدّ من ذكر مكتبة المركز الفرنسي، «الكونسرفاتوار». فضلاً عن مكتبة البلديّة في المعلّقة. أمّا بالنسبة للمكتبات الفرديّة، فلا تُعد ولا تحصى.

### مدينة الشعر والخمر
اشتهرت زحلة بلقب مدينة الشعر والخمر. واحتضنت زحلة الشعر والشعراء، وتغنّى بها الشعراء والأدباء، فالأقلام التي تناولتها، شعراً ونثراً، كادت أن تجعلها تتفوّق على بغداد والشام والأندلس ووادي النيل. قال فيها الشعراء والأدباء: دار السلام، مدينة السيف، جنّة الدنيا، ربّة البهاء، أزليّة الإلهام، بلدة الحسن، وردة الشعر، مرقص النور، في راحها المجد، الخيال، بديعة وغريبة، مدينة الرجولة، مدينة الوفاء، مدينة الصلاة والرحمات، توأم الشعر.
وتغنّى بزحلة كبار الشعراء نذكر منهم: الأخطل الصغير، وخليل مطران، والياس أبو شبكة، والجواهري، وباسمة بطولي، وجوزف حرب، وجورج زكي الحاج، وأحمد رامي، وهنري زغيب.
اشتهر الزحليّون بإبداعهم في نظم الشعر إتقانه. ومن أبرز الشعراء الزحليين: كل من قيصر وشفيق وفوزي ونجيب وجورج وموسى ورياض معلوف، وسعيد عقل، وحليم دمّوس، وموسى نمّور، وميشال طراد، وجان زلاقط، وخليل فرحات، وأنيس خوري، وجوزف أبي طعّان، وجوزف جحا، وجوزف صايغ، ونقولا يواكيم، وخليل سخط، وجوزف غصين، وريمون قسيس، والياس حبشي، وجورج كفوري. وكان لعدد كبير من الأدباء والشعراء والمفكّرين والصحافيين الفضل في انطلاق عصر النهضة الذهبي من زحلة في الربع الأوّل من القرن.
عرفت زحلة بأنها منجبة الأدباء والشعراء والفنانين، أبرزهم الشاعر سعيد عقل، صاحب المدرسة الرمزية في الشعر، والأخوان فوزي وشفيق المعلوف من شعراء المهجر المعروفين بقصائد حنين العودة إلى الوطن.
وخصّص لها الشاعر أحمد شوقي قصيدة مدح مطلقاً عليها اسم «جارة الوادي»، لحّنها وغنّاها الفنان الراحل محمد عبد الوهاب ثم غنتها الفنانة «فيروز» (وتخليداً لأمير الشعراء شّيد له تمثالاً في كازينو عرابي في وادي زحلة).

## الرياضة
في زحلة عدد كبير من الأندية الرياضية وتعتبر كرة السلة اللعبة الشعبية الأبرز خصوصاً مع وجود ثلاث أندية بارزة، هي نادي أنترانيك الرياضي، الذي تأسّس عام 1927، وبطل دوري السيدات لسنوات طويلة، نادي أبناء أنيبال الذي تأسّّس عام 1950، ويعتبر منافس رئيس في الدرجة الممتازة – رجال، إضتفة إلى نادي الشباب الثقافي الرياضي، الذي تأسّس عام 1963، والصاعد حديثاً إلى دوري الأضواء.
إضافة إلى كرة السلة هناك: نادي الكاراتيه - تأسّس عام 1969، نادي النجوم الرياضي (كمال الأجسام)، تأسّس عام 1992، نادي الرحاب للفروسيّة تأسّس عام 1995، نادي التضامن الرياضي (كرة قدم) تأسّس عام 1997، نادي البقاع للرماية والصيد – زحلة، تأسّس عام 1997، وغيرها من الأندية.

## معالم
- فـن البنـاء المعمـاري: إن فـن البنـاء والهندسـة المعماريـة في زحلـة جميـل جـداً وهـو يعـود إلى عـدة مئـات من السنيـن، جمـع فيـه الزحليـون الكثيـر من الفنـون المعماريـة الملائمـة لطبيعـة أرضهـم، ومن البيـوت الخاصـة الجميلـة والقديمـة، على سبيـل المثـال وليـس الحصـر، نجـد دار الشيـخ خليـل جحـا حيـث العقـود الجميلـة يعلوهـا بهـو كبيـر تتشابـك فيـه القناطـر بشكـل رائـع حاميـة نفـق مقفـل اليـوم بطـول ألفـي متـر يصـل هـذه الـدار بديـر مـار اليـاس الطـوق، كـان فيمـا مضـى التواصـل والوحـدة بيـن الزحلييـن. كمـا يظهـر الفـن المعمـاري أيضـاً في بيـت الهنـدي وبيـت وديـع السكـاف والمركـز الثقافـي الفرنسـي وبنـاء يوسـف عـازار وغيرهـا من البيـوت ذات الواجهـات الجميلـة والقناطـر الشامخـة، حيـث القرميـد سيـد المظاهـر فيهـا، ولكثـرة الأبنيـة المتوجـة بـه، قيـل في زحلـة «مدينـة رأسهـا أحمـر»، وحيـث الأبنيـة القديمـة تتمـازج مـع الحديثـة منهـا برونـق لا مثيـل لـه.
- السراي القديم: يعود بناء هذا السراي إلى عام 1885، أيام الحكم العثماني. ولقد شُيّد بطريقة تلحظ تصريف المياه عند إقامة الأساسات بأساليب نادرة. أبرزها المزج بين الخشب الصلب والصخور القاسية وذلك خوفاً من زحل التربة. إلى جانب ذلك، نجد طرازًا جميلاً من القناطر داخل بهو السراي فيه الكثير من الفنون المعمارية الرائعة. هذا السراي اليوم هو مركز لبلدية زحلة - معلقة.
- الفنادق القديمة: في مطلع القرن العشرين، بدأت زحلة بإشادة الفنادق لاستقبال المهجّرين والسياح؛ فكان «اوتيل الصحّة» الذي أنشئ على مدخل وادي زحلة عام 1878. بعدها شُيّدت عدّة فنادق منها «اوتيل أميركا» ذو الواجهة الرائعة والفن العريق، و«اوتيل عقل»، و«اوتيل قادري» عام 1906، الذي يشكّل محطّة رئيسيّة في تاريخ زحلة؛ ففي عام 1914 وأثناء الحرب العالمية الأولى، حوّل جمال باشا العثماني هذا الفندق إلى قيادة ومستشفى لجيشه، ومن هذا الفندق أعلن الجنرال غورو عام 1920 ضمّ الأقضية الأربعة، وهي اليوم مع جبل لبنان تشكل «لبنان الكبير» بحدوده الدولية. وقد شهدت الفنادق القديمة أبرز المحطّات الشعريّة والأدبيّة كأوتيل الصحّة الذي دمّرته أحداث 1981، والذي كان أوّل فندق تأسّس في زحلة عام 1883، وقهوة البورصة التي شهدت مهرجان أحمد شوقي الذي خلّد زحلة بقصيدته العصماء «يا جارة الوادي» عام 1927، وغيرها من الأماكن التي ارتادها ملوك وعظماء العالم.

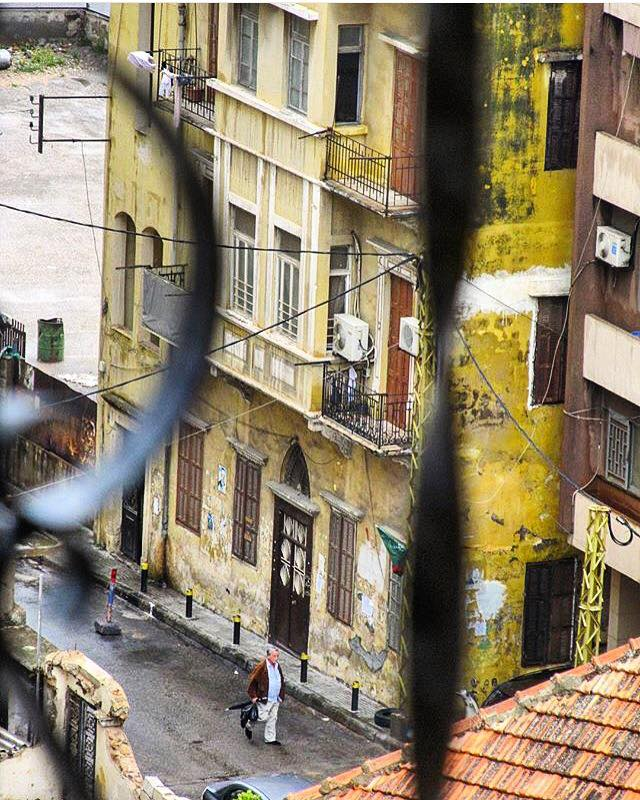
سوق البلاط في زحلة

- سوق البلاط في زحلةسوق البلاط: هو السوق القديم لزحلة. وكان مركزًا للتجارة والتواصل ما بين القادمين من سوريا وبيروت وبغداد وفلسطين، لقد سمّي هكذا نظرًا لرصفه بالبلاط عام 1888. (لقد أعدّت بلديّة زحلة - معلّقة مشروعاً لترميم السوق وتحويله إلى سوق حرفي، تراثي وسياحي لزحلة).
- سوق حوش الزراعنة: أنشئت فيه عدة خانات، وكان مركزا" للصناعات والأواني النحاسية والحرفية. فيه الكثير من الأبنية والجدرانيات الجميلة والتي تجمع ما بين الفن العربي والغربي بأسلوب مميز.
- تمثال سيدة زحلة والبقاع: ارتأى الزحليّون إقامة تمثال للسيدة العذراء على إحدى تلال زحلة. برزت الفكرة عام 1958، وتألّفت لجنة تعاقدت مع النحّات الإيطالي الشهير «بياروتي» لصنع تمثال «سيّدة زحلة والبقاع». هذا التمثال يمثّل السيّدة العذراء حاملةً الطفل يسوع، مباركاً بيده اليمنى وحاملاً بيده اليسرى سنبلة قمح رمزًا لإنتاج البقاع؛ وتحمل العذراء في يدها اليمنى عنقود عنب رمزًا لإنتاج زحلة. تمّ تدشيّن التمثال في حزيران 1968، وهو أكبر وأجمل مشروع ديني سياحي لمنطقة زحلة والبقاع، وأكثرها تأهيلاً لزيارات السوّاح والمؤمنين، وهو أعلى برج في البقاع، يعلو 54 مترًا ويمكن من خلاله مشاهدة مناظر رائعة. هو مقام لسيدة زحلة والبقاع، في داخله مصعد يؤدّي إلى تمثال من البرونز بعلوّ عشرة أمتار للعذراء مريم. يقصده السوّاح والمؤمنون من زحليين وأجانب خصوصا في شهر أيار، شهر العذراء، من كل سنة.
- وادي ونهر البردوني: كانت غابة يجتمع عند مدخلها الزحليون، ويجلس رواد التنزّه والسمر على كراسي خشبيّة صغيرة أو يفترشون السجّاد والبسط ويشربون العرق، وكانت المازة بندورة وخيار وبزورات. وعند المساء تعلّق فوانيس كاز بقضبان حديديّة تركّز في الأرض وعلوّها نحو المترين. منذ عام 1880، أصبح وادي البردوني يضمّ أشهر مقاهي ومطاعم الشرق والعالم ويشكّل أهمّ مركز اصطياف في البقاع. ويقصده المصطافون العرب والأجانب لتذوّق الذيذ من الأطعمة الزحلاويّة الشهيرة والتمتّع بجمال الطبيعة في هذا الوادي الساحر. هذه المقاهي تستطيع إستقبال أكثر من خمسة آلاف مدعو وخدمتهم بنفس الوقت. وكازينوهات الوادي في سباق لتقديم الأشهى من المأكولات الرائعة، والأجواء الطيبة تتشابه: مضيف القهوة والنرجيلة بثيابه الفلكلورية، الخبازة بقرب الصاج والكارة، وحشد من النادلين في ثيابهم الأنيقة، أخصائيون في الصناعة السياحية وفن الطبخ والفندقية. وشهرة مطاعمها عالمية، ففي عام 1972 أحرز أحد المطاعم الزحلية الميدالية الذهبية في مسابقة "La bonne fourchette " في دورة الألعاب الأولمبية في ميونخ، كما دعا المطعم نفسه عام 1984 إلى «قصر الأمم» في جنيف لمأدبة ضمّت 2500 شخص، واستعين لهذه المناسبة بجسر جوي نقل ستة أطنان من الأطباق «الزحلاوية» الطيبة المذاق. ومن غير الممكن ان يغادر الزائر وادي العرايش دون أن يتذوّق البوظة العربية الذيذة التي يشتهر بها أيضاً أهل زحلة. كما تتوفر مدينة ملاه صغيرة تحتوي على حلبة لسباق السيارات وعلى الألعاب الإلكترونية المخصصة لتسلية الأولاد.
- الممشية: حديقة تاريخيّة اشترتها البلديّة عام 1911 لتكون منتزهًا عموميًّا تقع في قلب المدينة، وفيها تماثيل منحوتة لألفراد بصبوص تمثّل أدونيس وعشتروت وأورفة الهة الموسيقى، وتعود لعام 1961، عشرون لوحة فسيفساء من صنع الفنّان الروسي الكسندروس، أنجزت عام 1968، ومنحوتة للشاعر ميشال طراد، أنجزت عام 2001.
- الحدائق العامّة: في زحلة أربع حدائق عامّة: الممشيّة، حديقة حوش الأمراء، حديقة الساعة وحديقة المعلّقة - الكرك. هذه الحدائق، بالإضافة إلى بارك جوزف طعمه سكاف تشكّل أماكن عامّة ترفيهيّة وطبيعيّة يقصدها أهالي زحلة. وهي تشهد إقبالاً كثيفاً من قبل السواح اللبنانيين والأجانب.
- مقام وقبر نوح: يقع مقام وقبر النبي نوح في الكرك، شمالي زحلة. هو محجّة للطائفة الشيعيّة من كلّ بلدان العالم وذلك منذ مئات السنين، يقصده السوّاح لما يشكّل من آثار سياحيّة. يبلغ طول هذا القبر 31 مترًا.
- السكـة الحديديـة: عـام 1885 أنجـزت السكـة الحديديـة وشكلـت محطـة المعلقـة نقطـة جـذب وانتقـال، ونشطـت الهجـرة منهـا وكانـت نقطـة وصـل زحلـة ببيـروت وحـوران ممـا سهـل الأسفـار وروج التجـارة وحسـن الأعمـال. وهي اليوم متوقفة عن العمل ولم يبقى منها سو آثار يسعى عدد من أهالي البلدة إلى تحويلها إلى متحف.
- أنصاب تذكاريّة: في زحلة عدد كبير من الأنصاب التذكاريّة، أبرزها: تمثال «الهة الخمر والشعر»، وهو شعار زحلة. (هو موضوع على مدخل المدينة منذ عام 1964)، تمثال يوسف البريدي، ويعود لعام 1959، تمثال البطريرك بطرس الجريجيري، ويعود لعام 1908، تمثال الشاعر فوزي المعلوف، ويعود لعام 1937، تمثال نصفي لجورج معلوف في مستشفى تل شيحا، ويعود لعام 1954، تمثالا أحمد شوقي ومحمد عبد الوهاب في كازينو عرابي، الذين يعودين لعامي 1970 و 1999، تمثال القومندان نجيب أبو علي المعلوف، الذي يعود لعام 1948، تمثال للحقوقي الكبير والأديب راجي الراعي، أنجز عام 2002، تمثال يوسف بك البريدي.

### المراكـز الدينيـة
تعتبـر مدينـة زحلـة أكبـر تجمـع مسيحـي في منطقـة الشـرق، وتتجمـع فيهـا مراكـز الطوائـف الرئيسيـة جميعهـا وبخاصـة المسيحيـة، وهـي: مركـز مطرانيـة الـروم الملكييـن الكاثوليـك في كاتدرائيـة سيـدة النجـاة منـذ 1720. ومركـز مطرانيـة الـروم الأرثوذكـس في كاتدرائيـة القديـس نيقـولاوس منـذ 1854.الطائفـة المارونيـة في العـام 1769 أسـس الرهبنـة البلديـة المارونيـة ديـر مـار أنطونيـوس، فصـار لهـا فيـه رئيـس ينـوب عـن الأسقـف وانتظـم ذلـك منـذ 1944 وتأسسـت المطرانيـة المارونيـة في كاتدرائيـة القديـس مـارون كسـاره منـذ 1977. طائفـة السريـان الأرثوذكـس في كنيسـة القديـس جاورجيـوس حـي الميـدان (نيابـة أسقفيـة منـذ 1927) تأسيـس الأبرشيـة كنيابـة بطريركيـة منـذ 1999 في كنيسـة القديـس جاورجيـوس حـي الميـدان. طائفـة السريـان الكاثوليـك في كنيسـة القديـس مـار أفـرام حـوش الزراعنـة (نيابـة بطريركيـة 1935) ثـم انتقلـت إلى كنيسـة القديسـة تريزيـا حـوش الزراعنـة. طائفـة الأرمـن الأرثوذكـس كنيسـة القديـس غريغوريـوس المنور حـي الميـدان 1929. طائفـة الأرمـن الكاثوليـك كنيسـة سيـدة فاطيمـة حـوش الزراعنـة 1920 كنيسـة المشـرق الطائفـة الآشوريـة في كنيسـة مـار زيـا كسـاره (نيابـة أسقفيـة 1996). الكنيسـة الإنجيليـة المشيخـة الوطنيـة تواجـدت في زحلـة منـذ 1872. وفي زحلـة أكثـر من أربعيـن كنيسـة لمختلـف الطوائـف المسيحيـة عـدا الأديـرة للرهبـان والراهبـات والمـدارس التربويـة.
لقـد بنـى الزحليـون أولـى كنائسهـم حوالـي عـام 1700 فكانـت «سيـدة الزلزلـة» ومن ثـم بنيـت كنيسـة «مـار اليـاس المخلصيـة» وهـي ثانـي أقـدم الكنائـس، وفي حوالـي عـام 1720 بنـي ديـر «سيـدة النجـاة» ذو الفـن الهندسـي المعمـاري الجميـل والبرج العالـي. داخـل هـذا الديـر أيقونـة رائعـة للعـذراء قدمهـا ملـك بفاريـا لزحلـة. وحوالـي سنـة 1748 بنيـت كنيسـة مـار ميخائيـل ذات القناطـر الداخليـة الرائعـة ومن بعدهـا بنـت الرهبنـة الشويريـة ديـر مـار اليـاس الطـوق سنـة 1755 بعقـوده الرائعـة وهندستـه البديعـة إلى جانـب العديـد من الكنائـس والمـزارات أبرزهـا، تمثـال سيـدة زحلـة والبقـاع عـام 1968 افتتـح أعلـى بـرج في البقـاع بعلـو 54 متـراً تستطيـع من خلالـه مشاهـدة مناظـر رائعـة وهـو مقـام لسيـدة زحلـة والبقـاع، في داخلـه مصعـد يصلـك إلى تمثـال من البرونـز بعلـو عشـرة أمتـار للعـذراء مريـم من صنـع الفنـان الايطالـي بيروتـي Pierrotti.
وتجـدر الإشـارة إلى أنـه توجـد في منـزل القائـد الزحلـي الشيـخ يوسـف جحـا أيقونـة نـادرة يعـود تاريـخ نسخهـا إلى مئـات السنيـن، قدمهـا البابـا ليـون الثامـن ممهـورة بختمـه الخـاص هديـة منـه لآل جحـا في زحلـة لايمانهـم وصلابـة عقيدتهـم المسيحيـة.
وفي زحلـة أيضـاً مراكـز للإفتـاء: أزهـر البقـاع للطائفـة السنيـة مجـدل عنجـر، مركـز المحاكـم الروحيـة في بر اليـاس للطائفـة السنيـة، المحكمـة الجعفريـة للطائفـة الشيعيـة في الكـرك، وأوقـاف البقـاع الإسلاميـة في المعلقـة للطائفـة السنيـة.

## المناخ
| البيانات المناخية لـزحلة          | البيانات المناخية لـزحلة | البيانات المناخية لـزحلة | البيانات المناخية لـزحلة | البيانات المناخية لـزحلة | البيانات المناخية لـزحلة | البيانات المناخية لـزحلة | البيانات المناخية لـزحلة | البيانات المناخية لـزحلة | البيانات المناخية لـزحلة | البيانات المناخية لـزحلة | البيانات المناخية لـزحلة | البيانات المناخية لـزحلة | البيانات المناخية لـزحلة |
| الشهر                             | يناير                    | فبراير                   | مارس                     | أبريل                    | مايو                     | يونيو                    | يوليو                    | أغسطس                    | سبتمبر                   | أكتوبر                   | نوفمبر                   | ديسمبر                   | المعدل السنوي            |
| --------------------------------- | ------------------------ | ------------------------ | ------------------------ | ------------------------ | ------------------------ | ------------------------ | ------------------------ | ------------------------ | ------------------------ | ------------------------ | ------------------------ | ------------------------ | ------------------------ |
| الدرجة القصوى °م (°ف)             | 23.4 (74.1)              | 25.0 (77.0)              | 32.0 (89.6)              | 35.0 (95.0)              | 38.7 (101.7)             | 40.2 (104.4)             | 43.4 (110.1)             | 42.0 (107.6)             | 40.7 (105.3)             | 36.8 (98.2)              | 29.6 (85.3)              | 30.0 (86.0)              | 43.4 (110.1)             |
| متوسط درجة الحرارة الكبرى °م (°ف) | 11.8 (53.2)              | 13.0 (55.4)              | 16.2 (61.2)              | 21.2 (70.2)              | 27.3 (81.1)              | 31.4 (88.5)              | 33.7 (92.7)              | 34.1 (93.4)              | 31.7 (89.1)              | 26.5 (79.7)              | 19.6 (67.3)              | 14.3 (57.7)              | 23.4 (74.1)              |
| متوسط درجة الحرارة الصغرى °م (°ف) | 2.1 (35.8)               | 3.0 (37.4)               | 5.2 (41.4)               | 8.9 (48.0)               | 12.4 (54.3)              | 15.7 (60.3)              | 18.4 (65.1)              | 18.1 (64.6)              | 16.0 (60.8)              | 12.4 (54.3)              | 7.3 (45.1)               | 3.8 (38.8)               | 10.3 (50.5)              |
| أدنى درجة حرارة °م (°ف)           | −6.8 (19.8)              | −6.4 (20.5)              | −3.2 (26.2)              | −0.6 (30.9)              | 3.4 (38.1)               | 8.9 (48.0)               | 12.9 (55.2)              | 12.9 (55.2)              | 10.4 (50.7)              | 1.8 (35.2)               | −2.5 (27.5)              | −7.8 (18.0)              | −7.8 (18.0)              |
| الهطول مم (إنش)                   | 126.5 (4.98)             | 124.5 (4.90)             | 76.8 (3.02)              | 33.0 (1.30)              | 8.2 (0.32)               | 0.1 (0.00)               | 0.5 (0.02)               | 0.3 (0.01)               | 12.3 (0.48)              | 27.9 (1.10)              | 73.2 (2.88)              | 106.2 (4.18)             | 589.5 (23.19)            |
| متوسط الأيام الممطرة              | 15                       | 13                       | 10                       | 6                        | 3                        | 0                        | 0                        | 0                        | 1                        | 4                        | 7                        | 12                       | 71                       |
| متوسط الأيام المثلجة              | 3                        | 3                        | 1                        | 0                        | 0                        | 0                        | 0                        | 0                        | 0                        | 0                        | 0                        | 1                        | 8                        |
| المصدر: Meoweather                |                          |                          |                          |                          |                          |                          |                          |                          |                          |                          |                          |                          |                          |

## أعلام
- نجيب حبيب ليان، (1898 - 1972) صحفي وشاعر.
- جوزف صايغ (1928-2020) كاتب وشاعر.

## وصلات خارجية
- موقع بلدية زحلة.
- موقع زحلة بالقلب.